# 熱海オーシャンカップ
熱海オーシャンカップ（あたみオーシャンカップ）は、パワーボートと呼ばれるモーターボートのレースの一つ。パワーボートレースはアメリカ合衆国などでは盛んだが、日本ではあまりポピュラーではない。

## 歴史
1968年に静岡県熱海市沖合の熱海湾にて第一回が開催された。「海の記念日」協賛事業として行われ、瀬戸内ローズカップ（2000年まで開催）と並び、国内パワーボートの黎明期に最大級のパワーボートレースとして開催されていた。クラスは550クラスからオフショアスーパークラスまで（クラス分けは当時）。また、瀬戸内ローズカップは波がおだやかな内海である瀬戸内海で行われるため、本格的な外海で行われる唯一の国内レースという特徴を持っていた。
1995年まで計28回開催された。
その後、1997年より事実上の後継レースとも言うべき「横須賀パワーボートグランプリ」が開催されたが、こちらはわずか4回で終了した。